# Turnagra capensis
Turnagra capensis là một loài chim trong họ Oriolidae.